# Institutul Național de Cercetare-Dezvoltare pentru Fizica Materialelor
Institutul Național de Cercetare-Dezvoltare pentru Fizica Materialelor este un institut de cercetare din România cu sediul aflat la Măgurele, județul Ilfov.

## Istoric
Institutul de Fizică al Academiei Române a fost înființat în 1949. Părintele fondator, Horia Hulubei (doctor la Paris sub laureații Premiului Nobel Pierre și Marie Curie) este un om de știință de renume mondial pentru rezultatele sale remarcabile în diferite domenii ale fizicii, inclusiv RAMAN, Raze X, Compton, fizică atomică și nucleară.
În 1956, Institutul de Fizică, al Academiei Române, se împarte conform unei decizii politice într-un Institut de Fizică Atomică (IFA), cu sediul la Măgurele și Institutul de Fizică București (IFB), cu sediul inițial la Facultatea de Fizică din vechiul edificiu al Universității din București, iar ulterior într-o clădire de pe Calea Victoriei nr.114. Șeful acestui Institut, Acad. Prof. E. Bădărău, fost profesor la Universitățile Sankt Petersburg și Cernăuți, a fost un promotor al școlii românești de fizică, fiind implicat activ în studiul descărcărilor electrice în gaze și plasmă.
În 1969 Institutul de Fizică București s-a mutat într-o clădire nouă și bine utilată din Bulevardul Păcii  nr. 222. Institutul s-a mutat din nou în anul 1974, în actuala locație din Măgurele, Atomiștilor 405A. Institutul de Fizică și Tehnologia Materialelor a luat ființă în 1977 prin unirea unor laboratoare aparținând Institutului de Fizică București și Institutului de Fizică Atomică (IFA-București). Denumirea actuală (Institutul Național de Cercetare-Dezvoltare pentru Fizica Materialelor) a fost dată în 1996 în urma unei proceduri naționale de acreditare (reacreditare în 2008 și 2016).
Dintre personalitățile importante care au activat în Institut în ultimii cincizeci de ani trebuie menționate: acad. Eugen Bădărău, acad. Radu Grigorovici, acad. Ioan Iovitz Popescu, acad. Margareta Giurgea, acad. Rodica Mănăilă, acad. Vladimir Țopa și alții.
O succesiune de directori, printre care Viorel Visarion, Pompiliu Nicolau, Andrei Mezincescu, Alexandru Glodeanu, Danila Barb, Mircea Morariu, Alexandru Aldea, Ștefan Frunză, Lucian Pintilie au condus Institutul între anii 1990-2013. Ionuț Enculescu a preluat funcția de director general al INCDFM în februarie 2013. INCDFM s-a dezvoltat de-a lungul anilor ca una dintre instituțiile de cercetare de elită din România. Peste 35 de milioane de euro au fost investite într-o clădire nouă de laborator, dotată cu echipamente de ultimă generație și în reabilitarea conacului Oteteleșanu, sediul primului Institut de Fizică al Academiei Române.
INCDFM este printre fondatorii Infrastructurii de Cercetare din Europa Centrală (C-ERIC), este membru asociat al Universităților de Limbă Franceză (AUF) și are sub umbrela sa un centru UNESCO de categoria 2 ,,CENTRE INTERNATIONAL DE FORMATION ET DE RECHERCHE AVANCÉES EN PHYSIQUE" (CIFRA).

## Organizare
INCDFM este organizat în 8 laboratoare:

### Laboratorul 20 - Heterostructuri complexe și materiale multifuncționale
Principalele subiecte de cercetare: 
- Materiale feroelectrice și structuri aferente pentru aplicații electronice, optoelectronice și de detectare (inclusiv memorii nevolatile, detectoare UV și IR, dispozitive piezoelectrice)
- Materiale și dispozitive cu aplicații în microelectronică, conversie fotovoltaică și detecție de lumină/particule (inclusiv tranzistori cu efect de câmp, celule solare hibride de perovskit și kesterit și detectoare de particule pe bază de siliciu)
- Materiale supraconductoare și magnetice și sisteme electronice puternic corelate
- Materiale dielectrice și feroelectrice pentru dispozitive cu microunde (de exemplu, rezonatoare dielectrice, varactoare feroelectrice, filtre, antene)
- Materiale pentru aplicații medicale (în special pentru regenerarea osoasă)[2]

### Laboratorul 40 - Știința suprafețelor și interfețelor
Principalele direcții de cercetare: 
- Analiza suprafeței și a interfeței prin spectroscopii fotoelectronice (XPS‒ESCA, ARUPS, PES cu rezoluție în spin, PED) difracție de electroni in situ (LEED, RHEED), spectroscopie electronică Auger (AES), microscopie cu scanare tunel și spectroscopie (STM‒STS), fotoelectron spectromicroscopie, microscopie electronică cu energie joasă și fotoemisie (LEEM‒PEEM)
- Pregătirea suprafețelor, a filmelor subțiri și a heterostructurilor prin epitaxie cu fascicul molecular (MBE) sau alte tehnici de evaporare în vid.[3]

### Laboratorul 50 - Fizică teoretică și modelare computațională
Principalele subiecte de cercetare:
- Sisteme cuantice hibride
- Sisteme 2D și izolatori topologici[4]

### Laboratorul 70 - Structuri atomice și defecte în materiale avansate
Cercetarea laboratorului se îndreaptă în principal spre investigarea și manipularea proprietăților fizice la scară nanometrică și atomică pentru dezvoltarea de noi materiale (dielectrice, semiconductori, aliaje, ceramică) pentru aplicații în industria semiconductoarelor (senzori de gaz, senzori optici, memorii, detectoare de radiații). ), telecomunicații, conversie de energie, sănătate și mediu.
Laboratorul folosește metode fizice și chimice moderne pentru sinteza nanomaterialelor, depunerea de pelicule subțiri și fabricarea dispozitivelor și aplicăm tehnici avansate pentru caracterizarea în profunzime a proprietăților microstructurale, optice, electronice și magnetice ale materialelor și dispozitivelor create.
Laboratorul 70 acționează ca Facilitate Parteneră în cadrul consorțiului european CERIC-ERIC, oferind acces deschis la instrumente de ultimă generație utilizatorilor academici sau industriali din întreaga lume, prin apeluri semestriale.
Sisteme și subiecte abordate:
- Filme subțiri și structuri multistratificate bazate pe nanoparticule SiGeSn încorporate în matrici dielectrice {\displaystyle {\ce {(HfO2, ZrO2, SiO2, TiO2, Al2O3, Si3N4)}}}pentru fotodetectoare SWIR și memorii nevolatile
- Materiale 2D dicalcogenuri ale metalelor de tranziție și heterojoncțiuni cu proprietăți electro-optice pentru aplicații de sănătate și mediu
- Oxizi metalici pentru detectarea gazelor, fotocataliză, baterii, aplicații biomedicale și legate de mediu
- Investigarea structurilor atomice, interfețelor, tranzițiilor de fază, defectelor extinse și punctiforme prin metode microstructurale (HRTEM, XRD), spectroscopice (EPR, EELS) și optice pentru corelațiile structură-funcționalitate în materiale avansate (nanoparticule, pelicule subțiri, ceramică și aliaje speciale)[5]

### Laboratorul 80 - Materiale catalitice și cataliză
Cercetarea MATCA se referă la dezvoltarea de noi materiale catalitice și potențialele utilizări ale acestora în aplicații energetice, de mediu și schimbări climatice.
Subiecte abordate în grupul MATCA:
- Proiectarea materialelor catalitice si fotocatalitice (preparare si caracterizare)
- Cataliza: utilizarea materialelor sintetizate în diverse procese catalitice: reacții de oxidare, reacții de hidrogenare, sinteza polimerilor din resurse regenerabile/alternative, depolimerizarea materialelor plastice, reducerea compușilor organici volatili;
- Fotocataliza: conversia fotocatalitică a CO2 și fotosinteză artificială; divizarea apei
- Energie: sinteza materialelor utilizate ca electrocatalizatori în celulele de combustie
- MAX phase/MXene - preparare, caracterizare și aplicații în cataliză[6]

## Locație și corpuri clădiri

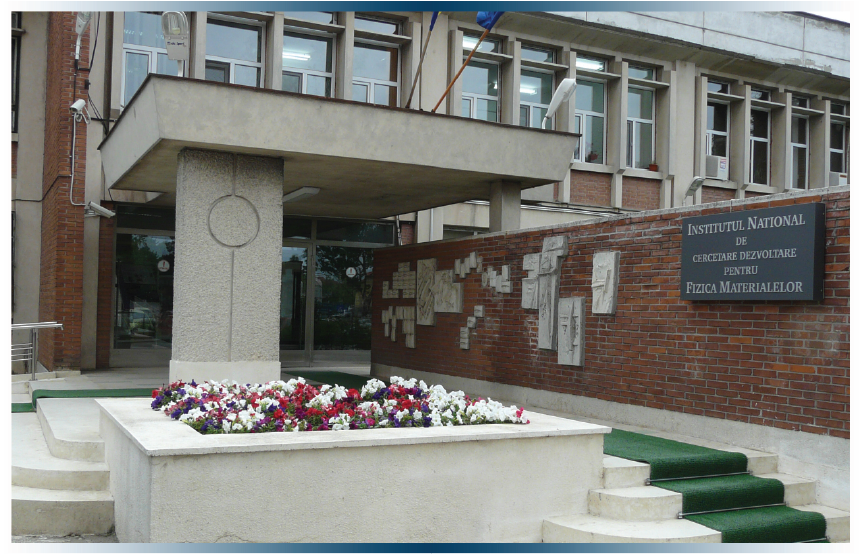
Intrarea în sediul INCDFM

În prezent INCDFM își desfășoară activitatea la  sediul din Strada Atomiștilor 405A, Măgurele, județul Ilfov. De asemenea, activitatea de cercetare se desfășoară și în Centrul de Inovare, Cercetare și Tehnologii pentru Materiale noi - RITecC. 
RITecC este găzduit într-o clădire nouă. Acesta este situat pe Strada Atomiștilor nr.105bis, Măgurele, are o amprentă la sol de 766,90 mp și o suprafață construită de 4116,80 mp. Imobilul are structura D+P+4E, cu o înălțime maximă de 21,50 m. Noua construcție este conectată cu sediul actual al INCDFM, printr-un skyline situat la etajul 1. 

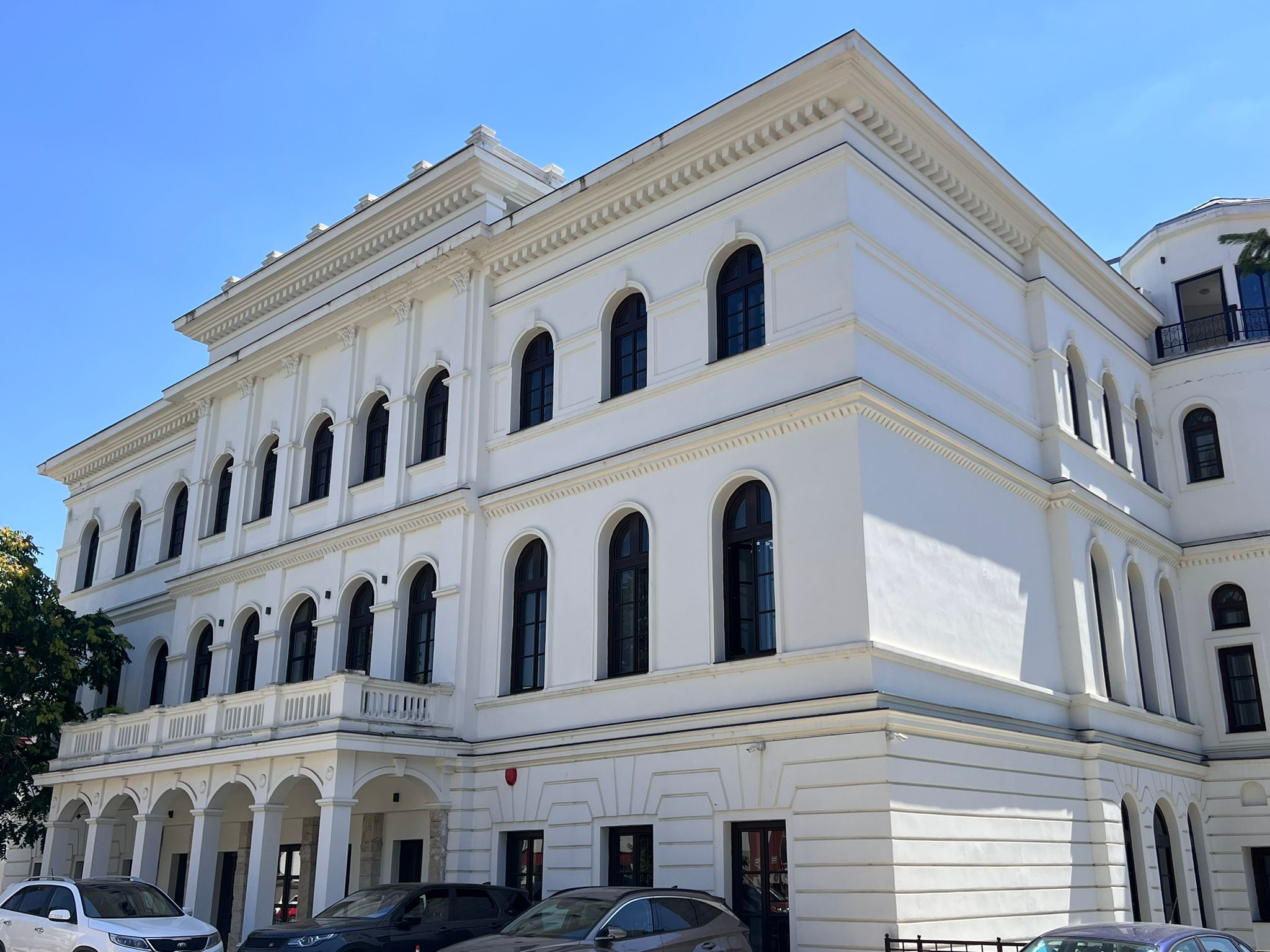
Fațada Conacului Oteteleșanu

Institutul are, în prezent, în administrare și Conacul Oteteleșanu din Măgurele.

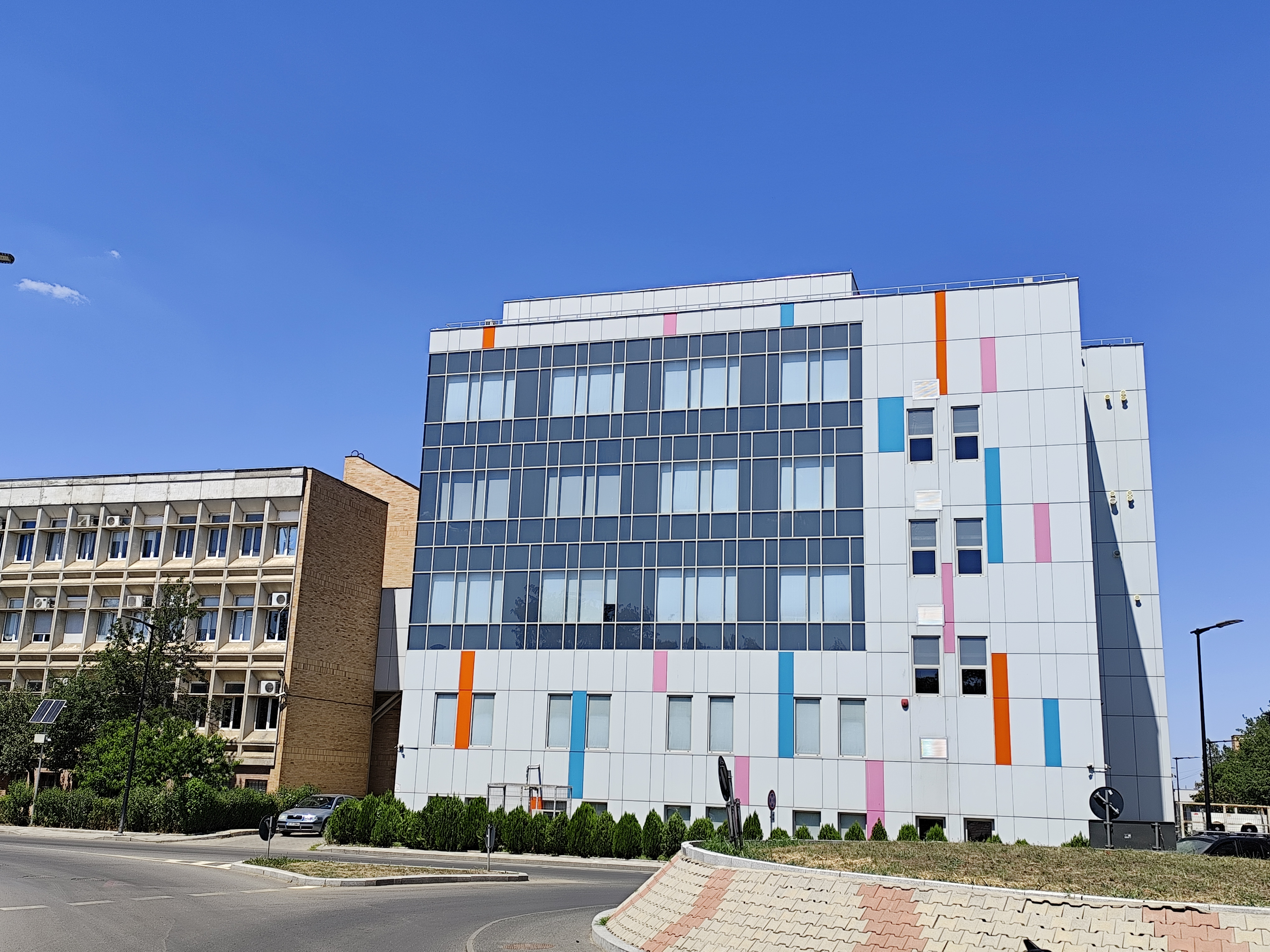
RITecC văzut din stradă

## Prezența pe internet
Site web: https://infim.ro/
Youtube: https://www.youtube.com/@nationalinstituteofmateria526
Facebook: https://www.facebook.com/NationalInstituteOfMaterialsPhysics
Linkedin: https://www.linkedin.com/company/incdfm
Instagram: https://www.instagram.com/incdfm/